# Michele Solbiati
Michele Solbiati (Milano, 29 aprile 1947 – ...) è stato un calciatore italiano, di ruolo ala.

## Carriera
Cresciuto nel vivaio della Pro Patria, ha esordito in prima squadra il 14 gennaio 1968 nella partita Solbiatese-Pro Patria (1-0), a Busto Arsizio ha disputato due stagioni, poi è passato in Serie B al Como dove ha disputato altre due stagioni. Nella stagione 1971-1972 e nella stagione 1972-1973 ha giocato in Serie C nel Derthona.